# 창용중학교
창용중학교(蒼龍中學校)는 대한민국 경기도 수원시 장안구 연무동에 있는 공립 중학교이다.

## 학교 연혁
- 1981년 1월 17일 : 수성여자중학교 설립 인가 (18학급)
- 1981년 3월 13일 : 개교 및 제1회 입학식(6학급 402명)
- 1981년 3월 19일 : 초대 이규원 교장 취임
- 1984년 2월 11일 : 제1회 졸업식(6학급 402명)
- 1991년 12월 30일 : 6개 교실 증축
- 2007년 3월 1일 : 창용중학교로 교명 변경(남녀공학)
- 2011년 3월 1일 : 혁신학교 지정
- 2015년 3월 1일 : 혁신학교 재지정
- 2023년 3월 1일 : 제15대 이손수 교장 취임
- 2024년 1월 5일 : 제41회 졸업식(2학급 36명) 누계 17,294명
- 2024년 3월 4일 : 제44회 입학식(1학급 21명)
- 2028년 : 폐교 (예정)

## 참고 자료
- 창용중학교 - 한국교육학술정보원 학교알리미